# Naznaczony: Ostatni klucz
Naznaczony: Ostatni klucz (ang. Insidious: The Last Key) – amerykański horror z 2018 roku w reżyserii Adama Robitela. Czwarta część serii Naznaczony. W głównych rolach wystąpili Lin Shaye, Leigh Whannell i Angus Sampson. Film miał premierę 3 stycznia 2018 roku.

## Fabuła
Będąca medium doktor Elise Rainer zmuszona jest stawić czoła nowemu wyzwaniu, kiedy okazuje się, że w jej domu zamieszkuje demon KeyFace. Stawienie mu czoła okazuje się najbardziej przerażającym zadaniem w jej karierze, a stawką walki będzie dusza Elise.

## Obsada
- Lin Shaye jako Elise Rainier
  - Hana Hayes jako nastoletnia Elise Rainier
  - Ava Kolker jako młoda Elise Rainier
- Leigh Whannell jako Specs
- Angus Sampson jako Tucker
- Kirk Acevedo jako Ted Garza
- Caitlin Gerard jako Imogen Rainier
- Spencer Locke jako Melissa Rainier
- Josh Stewart jako Gerald Rainier
- Tessa Ferrer jako Audrey Rainier
- Aleque Reid jako Anna
- Bruce Davison jako Christian Rainier
  - Thomas Robie jako nastoletni Christian
  - Pierce Pope jako młody Christian Rainier
- Javier Botet jako KeyFace
- Marcus Henderson jako detektyw Whitfield
- Amanda Jaros jako Mara Jennings
- Ty Simpkins jako Dalton Lambert
- Rose Byrne jako Renai Lambert
- Patrick Wilson jako Josh Lambert
- Joseph Bishara jako demon z czerwonymi ustami
- Stefanie Scott jako Quinn Brenner
- Barbara Hershey jako Lorraine Lambert[1]

## Produkcja
Okres zdjęciowy trwał od 29 sierpnia do 26 września 2016 roku. Zdjęcia do filmu kręcono w Santa Clarita w stanie Kalifornia w USA.

## Odbiór

### Box Office
Budżet filmu jest szacowany na 10 milionów dolarów. W Stanach Zjednoczonych film zarobił 67,7 mln USD. W innych krajach przychody wyniosły 100,1 mln, a łączny przychód ze sprzedaży biletów około 167,8 miliona dolarów.

### Reakcja krytyków
Film spotkał się z negatywną reakcją krytyków. W agregatorze recenzji Rotten Tomatoes 33% z 113 recenzji uznano za pozytywne, a średnia ocen wyniosła 5,1 na 10. Z kolei w agregatorze Metacritic średnia ważona ocen z 23 recenzji wyniosła 49 punktów na 100.